# Pseudoteleclita centristicta
Pseudoteleclita centristicta är en fjärilsart som beskrevs av George Francis Hampson 1897. Pseudoteleclita centristicta ingår i släktet Pseudoteleclita och familjen tandspinnare. Inga underarter finns listade.